# Občina Maribor-Pobrežje
Občina Maribor-Pobrežje je bila ena izmed šestih občin, ki so tvorile mesto Maribor. Sedež občine se je nahajal na Cesti XIV. divizije 36 na Pobrežju v Mariboru. 

## Zgodovina
Občina je bila ustanovljena leta 1980, ko so občani na referenumu podprli ustanovitev šestih mariborskih mestnih občin in ena izmed njih je bila tudi Maribor-Pobrežje. Pred tem je območje novoustanovljene občine spadalo v veliko občino Maribor, v obdobju 1955 do 1967 pa v občino Maribor-Tezno. Občina je prenehala z delovanjem 15. 4. 1990, ko se je občina skladno z Zakonom o združitvi mariborskih občin ponovno združila v enotno občino Maribor.

## Geografija
Območje občine je obsegal urbanizirani del mesta (Pobrežje, Melje, Brezje, Greenwich, Malečnik), kot tudi bližnje okoliške kraje. Površina občine je merila 94 kvadratnih kilometrov.

## Upravno-politična razdelitev
Občina je bila razdeljena na petnajst krajevnih skupnosti, ki jih lahko delimo na urbane in primestne: Urbane so bile: Avgust Majerič, Draga Kobala, Greenwich, Heroja Vojka in Tone Čufar (vse spadajo v današnjo MČ Pobrežje), Jože Lacko (danes MČ Brezje-Dogoše-Zrkovci), Melje (danes spada v MČ Center) in Malečnik. Primestne so bile: Dvorjane, Korena, Pernica, Ruperče, Spodnji Duplek, Vurberk in Zgornji Duplek. 

## Prebivalstvo
V letu 1981 je imela občina 30.904 prebivalcev. 

## Gospodarstvo
Industrija je bila koncentrirana v Melju, kjer je bilo kar 82 % vseh delovnih mest v občini. Leta 1983 je bilo delovno aktivnih 14.783 prebivalcev, s kmetijstvom pa se je ukvarjalo 1.597 prebivalcev. V občini je bilo istega leta 15.096 zaposlenih.